# Astragalus laspurensis
Astragalus laspurensis är en ärtväxtart som beskrevs av Syed Irtifaq Ali. Astragalus laspurensis ingår i släktet vedlar, och familjen ärtväxter. Inga underarter finns listade i Catalogue of Life.